# Војислав Грол
Војислав М. Грол (1911—1987) био је српски правник и правни писац. Син је српског политичара Милана Грола и сестрић Милана Ракића.

## Биографија
Рођен је 1911. од родитеља Милана Грола и Љубице (дјевојачки Ракић) Грол. Године 1916. оженио се са Јеленом, ћерком адвоката Николе Стојановића, чланом Демократске странке и оснивачем Српског културног клуба. Као резервни пјешадијски поднаредник-ђак, 1935. године, положио је испит за чин резервног пјешадијског потпоручника у Школи за резвне пјешадијске официре. Докторску дисертацију на тему: "Еволуција изборног права у Француској" одбранио је на Правном факултету Универзитета у Београду 15. фебруара 1938. Писао је за часопис "Архив за правне и друштвене науке". Током Другог свјетског рата радио је у адвокатској канцеларији Александра Трифунца. Иако формално није био члан у једном периоду су се код њега у стану окупљали чланови омладине Демократске странке. Послије ослобађања радио је кратко у Министарству за конститутуанту,али чим се Милан Грол повукао са мјеста потпредсједника владе, Војислав се вратио адвокатури. Био је дио одбране на суђењу Миловану Ђиласу 1956. године.